# جورج وایتکومب
جورج وایتکومب (انگلیسی: George Whitcombe; ۲۱ ژانویهٔ ۱۹۰۲ – ۳۰ آوریل ۱۹۸۶) بازیکن فوتبال اهل پادشاهی متحد بریتانیای کبیر و ایرلند بود.
از باشگاه‌هایی که در آن بازی کرده است می‌توان به باشگاه فوتبال کولوین بای، باشگاه فوتبال کاردیف سیتی، باشگاه فوتبال نوتس کانتی، باشگاه فوتبال استوک‌پورت کانتی، و باشگاه فوتبال پورت ویل اشاره کرد.